# The Unforgiven (Michael Schenker Group)
The Unforgiven è il  sesto album in studio della band Michael Schenker Group, pubblicato nel 1999 per l'etichetta discografica Shrapnel Records.

## Tracce
Tutte le tracce sono state scritte e composte da Keeling e Schenker.
1. Rude Awakening – 5:04
2. The Mess I've Made – 4:33
3. In and Out of Time – 3:47
4. Hello Angel – 5:15
5. Fat City N.O. – 4:18
6. Tower – 5:13
7. Pilot of Your Soul – 4:27
8. Forever and More – 5:45
9. Turning off the Emotion – 5:17
10. Live for Today – 4:42
11. Illusion – 3:59
12. The Storm – 5:18

Durata totale: 57:38

## Formazione
- Kelly Keeling - voce
- Michael Schenker - chitarra solista
- Seth Bernstein - tastiera, chitarra ritmica
- John Onder - basso
- Shane Gaalaas - batteria